# Коронація слова — 2008

Логотип конкурсу

Церемонія нагородження переможців Всеукраїнського конкурсу романів, кіносценаріїв та п'єс «Коронація слова — 2008» відбулася 5 червня 2008 у Національному академічному драматичному театрі імені Івана Франка.

## Романи
Лауреати
- I премія, «Острів Сильвестра» Володимир Лис
- II премія, «Дорога, або афганське рондо» Марія Маслєчкіна
- III премія, «За Габією або усупереч забобонам» Анна Багряна та «Шахмати для дибілів» Михайло Бриних

Дипломанти
- «Фіолетові діти» Маріанна Маліна
- «Примха» Люко Дашвар
- «Кривава осінь у місті Лева» Наталія Шевченко та Олександр Шевченко
- «Долина Бельведеру» Весела Найденова та Ярослав Яновський
- «… Будить хиренну волю» Ярослав Яріш
- «Смугастий, мов життя» Ганна Ручай

Вибір видавців
- «Пів'яблука» Галина Вдовиченко

## Кіносценарії
Лауреати
- I премія, «Ангел з патефоном» Василь Босович та Олександр Столяров
- II премія, «Справа про диявола та вбиту наречену» Світлана Тяпіна
- III премія, «Виступ» Кирило Устюжанін та «Немодні небеса» Марина Чижова

Дипломанти
- «Рятуй мене, мамо!» Наталія Флерчук
- «Харків'яни та гості нашого міста» Андрій Зланіч
- «Шевченко Катерина XXI» Андрій Кокотюха
- «Так не буває …» Олег Галетка
- «Біла скеля (сцени з життя Тараса Шевченка)» Юрій Сорока

## П'єси
Лауреати
- I премія, «Судний день. Батурин» Станіслав Стриженюк
- II премія, «Помилка Марка Фабія» Едуард Богуш
- III премія, «П. П. (Прагнення притомності)» Богдан Підгірний

Дипломанти
- «В Парижі красне літо …» Олександр Гаврош
- «Прикол» Галина Опришко
- «Божевільна бригада» Віталій Райнюк
- «Кайдашева сім'я», сценізація за повістю І. Нечуя-Левицького Микола Босак
- «Чумацький шлях» Володимир Гайдай